# Tennis ai Giochi della XIX Olimpiade
Le partite di tennis ai Giochi della XIX Olimpiade si svolsero a Guadalajara. Questi tornei, solamente di dimostrazione e di esibizione, sancirono il ritorno del tennis nel programma olimpico quarantaquattro anni dopo l'ultima partecipazione ai Giochi olimpici di Parigi del 1924.

## Podi

### Tornei di dimostrazione

#### Uomini
| Evento                        | Oro                                  | Argento                            | Bronzo                          |
| Singolare maschile (dettagli) | Manuel Santana                       | Manuel Orantes                     | Herbert Fitzgibbon              |
| Doppio maschile (dettagli)    | Messico Rafael Osuna Vicente Zarazúa | Spagna Juan Gisbert Manuel Santana | Pierre Darmon Joaquín Loyo-Mayo |

#### Donne
| Evento                         | Oro                                      | Argento                         | Bronzo                                         |
| Singolare femminile (dettagli) | Helga Niessen                            | Jane Bartkowicz                 | Julie Heldman                                  |
| Doppio femminile (dettagli)    | Germania Ovest Edda Buding Helga Niessen | Rosa Maria Darmon Julie Heldman | Stati Uniti Jane Bartkowicz Valerie Ziegenfuss |

#### Misti
| Evento                  | Oro                                          | Argento                                        | Bronzo                                     |
| Doppio misto (dettagli) | Stati Uniti Herbert Fitzgibbon Julie Heldman | Germania Ovest Jürgen Fassbender Helga Niessen | Stati Uniti James Osbourne Jane Bartkowicz |

### Tornei di esibizione

#### Uomini
| Evento                        | Oro                                  | Argento                         | Bronzo                                             |
| Singolare maschile (dettagli) | Rafael Osuna                         | Inge Buding                     | Vladimir Korotkov                                  |
| Singolare maschile (dettagli) | Rafael Osuna                         | Inge Buding                     | Nicola Pietrangeli                                 |
| Doppio maschile (dettagli)    | Messico Rafael Osuna Vicente Zarazúa | Pierre Darmon Joaquín Loyo-Mayo | Pancho Guzmán Tejmuraz Kakulija                    |
| Doppio maschile (dettagli)    | Messico Rafael Osuna Vicente Zarazúa | Pierre Darmon Joaquín Loyo-Mayo | Unione Sovietica Vladimir Korotkov Anatolij Volkov |

#### Donne
| Evento                         | Oro                             | Argento                                        | Bronzo                               |
| Singolare femminile (dettagli) | Jane Bartkowicz                 | Julie Heldman                                  | María Eugenia Guzmán                 |
| Singolare femminile (dettagli) | Jane Bartkowicz                 | Julie Heldman                                  | Suzana Petersen                      |
| Doppio femminile (dettagli)    | Rosa Maria Darmon Julie Heldman | Stati Uniti Jane Bartkowicz Valerie Ziegenfuss | María Eugenia Guzmán Suzana Petersen |
| Doppio femminile (dettagli)    | Rosa Maria Darmon Julie Heldman | Stati Uniti Jane Bartkowicz Valerie Ziegenfuss | Cecilia Rosado Zaiga Yansone         |

#### Misti
| Evento                  | Oro                                              | Argento                     | Bronzo                                  |
| Doppio misto (dettagli) | Unione Sovietica Vladimir Korotkov Zaiga Yansone | Inge Buding Jane Bartkowicz | Francia Pierre Darmon Rosa Maria Darmon |
| Doppio misto (dettagli) | Unione Sovietica Vladimir Korotkov Zaiga Yansone | Inge Buding Jane Bartkowicz | Tejmuraz Kakulija Suzana Petersen       |